# Sergio Santos (Fußballspieler, 1994)
Sergio Henrique Santos Gomes (* 4. September 1994 in Belo Horizonte) ist ein brasilianischer Fußballspieler.

## Karriere
In seiner Jugend spielte er erst bis zur U17 bei América Mineiro und wechselte danach nach Chile zu Audax Italiano La Florida, wo er bis zur U19 Teil der Jugend war und schließlich ab Anfang 2015 fest in die erste Mannschaft wechselte. In den folgenden Jahren wurde er in den jeweiligen Saisons öfters eingesetzt, bekam aber nie den Status eines Stammspielers. Zur Saison 2019 wechselte er in die USA, wo er einen Vertrag beim MLS-Franchise Philadelphia Union unterschrieb. Sein Debüt hatte er am 2. März 2019 bei einer 1:3-Niederlage gegen den Toronto FC, wo er in der 68. Minute für Raymon Gaddis eingewechselt wurde. Seine erste Saison hier war dann von Verletzungen geprägt, danach konnte er sich aber einen Stammplatz erkämpfen. In der Spielzeit 2020 gewann er mit seiner Mannschaft den Supporters Shield.
Im Sommer 2022 wechselte er zum FC Cincinnati. In der Saison 2023 gewann er mit seinem Team die Eastern Conference. In den Playoffs verloren sie das Conference-Finale gegen den späteren Meister Columbus Crew mit 2:3 nach Verlängerung.